# ディアブロ・ベラスコ
ディアブロ・ベラスコ（Diablo Velasco、本名： Cuauhtémoc Velazco Vargas、1919年4月28日 - 1999年6月13日）は、メキシコのルチャドール（プロレスラー）。

## 来歴
1919年にハリスコ州グアダラハラに生まれる。レスリングのトレーニングを経て1937年にデビューしたが、1942年に引退し指導者になり、1959年6月20日にグアダラハラにて「ディアブロ・ベラスコ・ジム」を設立した。ジムではルチャリブレではなく、ジャベやシュートなど専らグラウンドテクニックを指導していた。
ジムからは多くの門下生を輩出した。佐山聡もメキシコ修業時代はベラスコのジムでトレーニングを積んでいた。
ベラスコ自身は長らく心臓と腰の病気を患い、1997年にはジムの経営もリタイア。晩年は車椅子生活であった。1999年6月13日死去。後年、ジムはエル・サタニコらが継承している。

## 獲得タイトル
- オクシデンテ・ライト級王座[2]
- オクシデンテ・ウェルター級王座[2]
- オクシデンテ・ミドル級王座[2]

## 育成選手
| - アギラ・インディア - アギラ・デ・プラタ - アザゼル - アセシノ・ネグロ - アドラーブル・ルビ - アトランティコ - アトランティス - アブエロ・カリージョ - アビスモ・ネグロ - アポロ・ダンテス - アメリコ・ロッカ - アルカンヘル・デ・ラ・ムエルテ - アルフォンソ・ダンテス - アルベルト・ムニョス - アンヘル・ブランコ - アンヘル・ブランコ・ジュニア - イバン・エル・ブロンコ - インディオ・ベテラ - ウニベルソ・ドスミル - ウラカン・セビージャ - ウルティモ・ドラゴンシート - エクステルミナドール - エクリプス - エスペクトロ・ジュニア - エステラ・モリーナ - エディ・モンタナ - エミリオ・チャレス - エミリオ・チャレス・ジュニア - エル・イドロ - エル・イホ・デル・グラディアドール - 佐山聡 - エル・エンヘンドロ・ジュニア - エル・カラベラ1号 - エル・カラベラ2号 - エル・カロ - エル・グラディアドール - エル・クリミナル - エル・サタニコ - エル・シコデリコ - エル・スプリーモ - エル・ソリタリオ - エル・ダンディ - エル・テハノ - エル・デプレダドール - エル・ドラド - エル・ハルコン - エル・ファラオン - エル・モナルカ - エル・ベンガドール - エル・ベンセドール - エル・ロストロ - エローデス - エンビアド・デル・ディアブロ - エンリケ・ベラ - オロ - カチョロ・メンドーサ - カベルナリオ・ガリント - グラン・コチーセ - グラン・ウルトラトゥンパ - グラン・マルクス・ジュニア - ゲレロ・サムライ - コラゾン・サルバヘ - コマンダンテ・ピエロー - コマンド・ルソー - コントラカラ | - ゴリー・ゲレロ - ザ・キラー - サングレ・インディア - シクロン・ラミレス - シエン・カラス - スペル・ピノキオ - セサル・クリエル - セサル・ダンテス - セプティエンブレ・エル・テロリスタ - セプティエンブレ・ネグロ - ショッカー - ゼブラ・キッド（メキシコ版） - ソラール1号 - ソラール2号 - タルサン・ロペス - ティグレ・デ・ベンガラ2号 - デストロイヤー - デンジャー - ドクトル・マルダッド - トニー・サラザール - ハビエル・エスコベド - ハビエル・クルス - ハビエル・ロッカ - バレンティン・マヨ - パンテラ・スレーニャ - ビク・アメツキュア - ピエロー・ジュニア - ピノキオ・スター - ヒロ・マツダ - ファビルチス - プラタ - ブラック・キラー - ブラックマン - フラッシュ2号 - フラマ・ロハ - フランコ・コロンボ - ベスティア・サルバヘ - ペペ・アグアヨ - ペペ・バルガス - ペロ・アグアヨ - ペンタゴン・ブラック - ボビー・ボナレス - マカブレ - MAKOTO - マスカラ・アニョ・ドスミル - マスカラ・マジカ - マノ・ネグラ - マレフィコ - ミステル・アギラ - ミステル・マルダッド - ミステル・パワー - ミル・マスカラス - モスコ・デラ・メルセ - ラ・スペル・エストレージャ - ラ・フィエラ - ラヨ・デ・ハリスコ - ラヨ・デ・ハリスコ・ジュニア - ラ・バンケリータ - リッキー・ロメロ - リト・ロメロ - リンゴ・メンドーサ - ルーベン・パト・ソリア - ローランド・ベラ - ロベルト・パス |